# Molly (nome)
Molly  è un nome proprio di persona inglese femminile.

## Varianti
- Mollie[1], Polly[1], Pollie[1]

### Varianti in altre lingue
- Irlandese: Mallaidh[1]

## Origine e diffusione
Continua i prenomi inglesi medievali Malle e Molle, diminutivi di Mary. Polly è a sua volta una variante medievale del nome: la ragione per il cambio di iniziale è ignota, ma si riscontra anche in Meggy-Peggy e Matty-Patty.
Venne usato da James Joyce per un personaggio dell'Ulisse, la moglie del protagonista.

## Onomastico
L'onomastico si può festeggiare lo stesso giorno del nome Maria.

## Persone
- Molly Culver, attrice statunitense
- Molly Hagan, attrice statunitense
- Molly Parker, attrice canadese
- Molly Price, attrice statunitense
- Molly Quinn, attrice statunitense

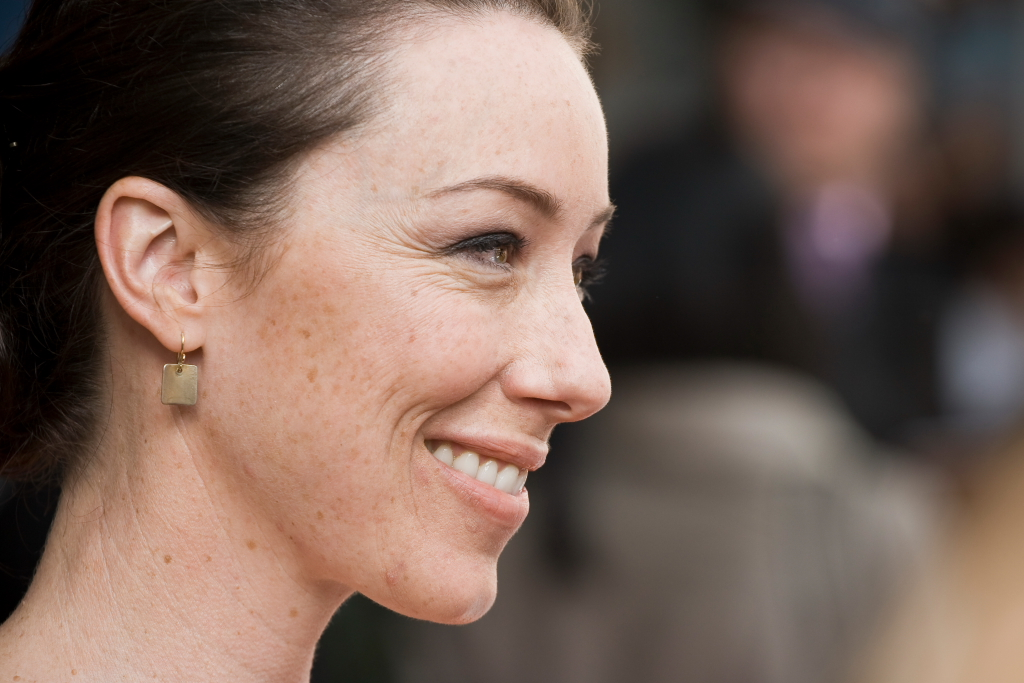
Molly Parker

- Molly Ringwald, attrice statunitense
- Molly Shannon, attrice statunitense
- Molly Sims, modella e attrice statunitense
- Molly Sullivan, schermitrice statunitense

### Variante Polly
- Polly Bergen, attrice e cantante statunitense
- Polly Paulusma, cantautrice e musicista britannica
- Polly Samson, giornalista e scrittrice inglese

## Il nome nelle arti

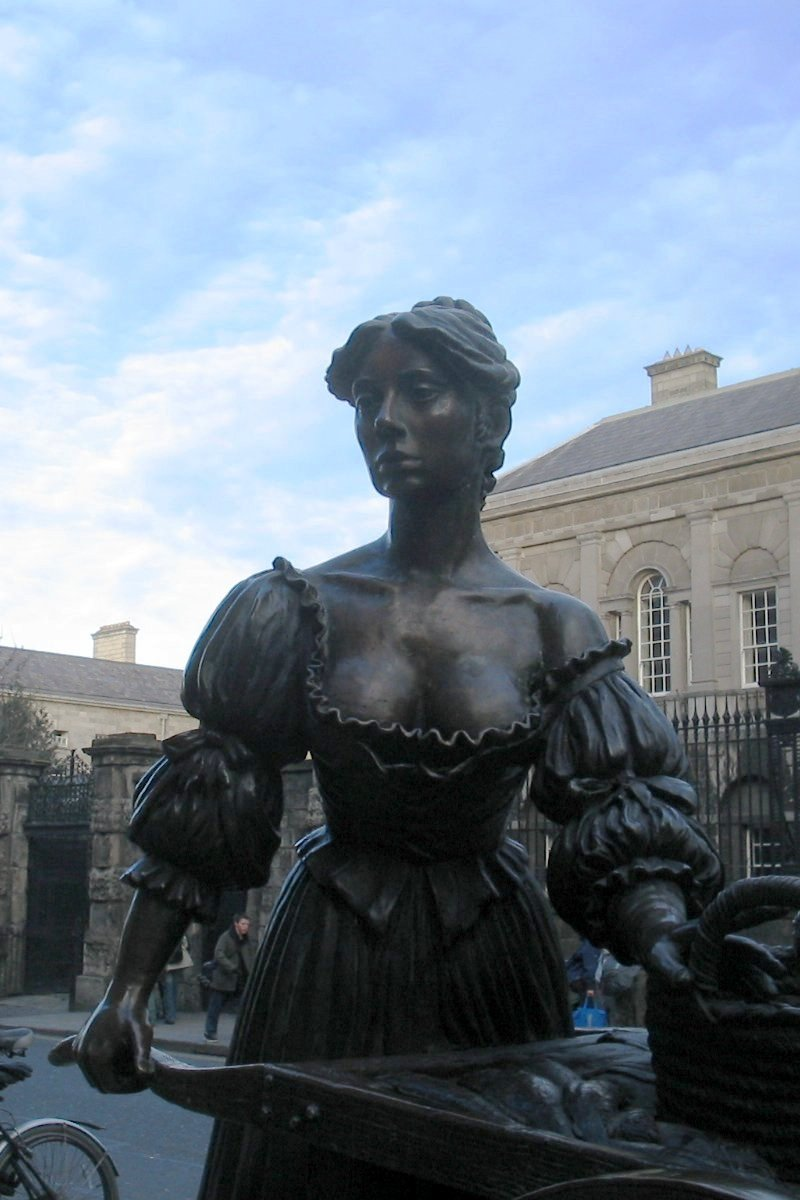
Statua di Molly Malone a Dublino

- Molly Bloom è un personaggio del romanzo di James Joyce Ulisse.
- Molly Jensen è la protagonista del film del 1990 Ghost - Fantasma interpretata da Demi Moore.
- Molly Mallard è un personaggio dell'albero genealogico dei paperi.
- Molly Malone è una figura del folklore irlandese a cui è dedicato l'omonimo brano musicale.
- Polly Plummer è un personaggio del romanzo di C. S. Lewis Il nipote del mago.
- Polly Sherman è un personaggio della serie televisiva Fawlty Towers.
- Molly Von Richtofen è un personaggio dei fumetti Marvel Comics.
- Molly Walker è un personaggio della serie televisiva Heroes.
- Molly Weasley è un personaggio della serie di romanzi e film Harry Potter, creata da J. K. Rowling.